# Székely–magyar rovásírás

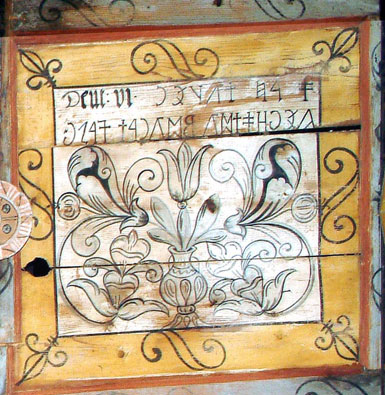
Az énlakai rovásfelirat (1668): egy az isten georgyius musnai diakon

A székely–magyar rovásírás (más néven székely írás, magyar rovás vagy magyar rovásírás) alapvetően alfabetikus írás, amelynek egyes elméletek szerint szótagjelei, szó- és mondatjelei is vannak. Jellemzője, hogy minden hangra külön jelet alkalmaz. A székely-magyar rovás egy időben teljesen kikopott a használatból, amire a leletek hiányából következtetnek, más elmélet szerint viszont kialakulásától kezdve folyamatosan használatban volt. Manapság újra felfedezett és fejlesztett írás, amit leginkább történelmi hagyományőrzők gyakorolnak.
Ezt az írást a magyarok több csoportja használta, s mindennapi használatra alkalmas írásként a székelyek őrizték meg. A legrégebbi feliratokat leggyakrabban különböző anyagokba karcolták (rótták), például fába, csontba, kőbe és fémbe, illetve véséssel is találhatók ilyen írások. Jellemzőjük, hogy csak néhány sorosak, általában sírköveken, edényeken alkalmazták, esetleg használati tárgyakon is találhatók rövidebb szövegek, de olyan funkcióban, ahogy ma az írásokat használjuk, sosem használták. A középkortól megjelenik a papírra írott változata, csak manapság jelent meg nyomtatott és digitális formában is.
Az egyik eredetelmélet szerint a székely-magyar rovásírás közvetve a birodalmi arámi írásból eredt. Vannak, akik szerint a székely írás egy ősi, szó- és mondatjeleket alkalmazó írásból származik, amelyet a magyar nyelv számára fejlesztettek ki. A székely-magyar rovás nem azonos sem a nagyszentmiklósi kincsen is látható az írástörténeti szakirodalom egy részében „tiszai írás” néven tárgyalt Kárpát-medencei rovásírással, sem a kazáriai rovásírással.
Az ISO/IEC 10646:2014 nemzetközi szabvány nemzeti bevezetéseként 2015-ben magyar nemzeti szabvány lett a rovásírás MSZ ISO/IEC 10646:2015 hivatkozási számmal, amely a Szabványügyi Közlöny 2015. július 1-i számában jelent meg.

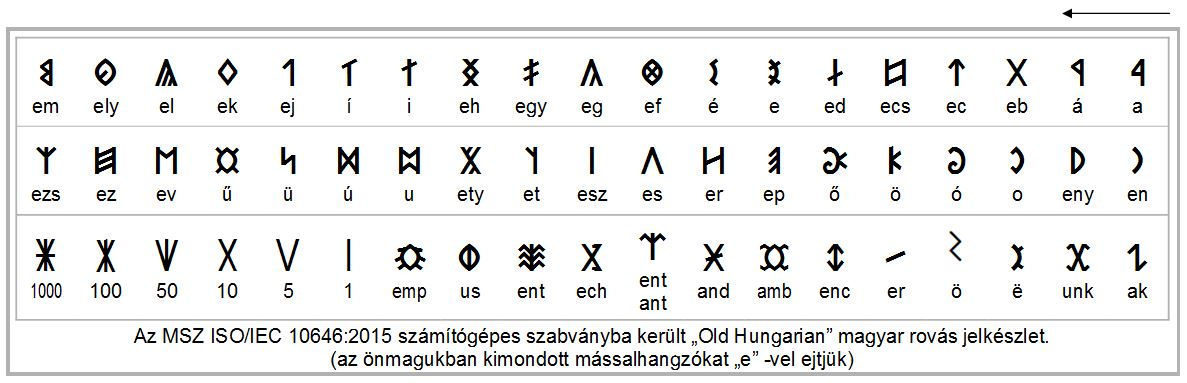
Az IEC-10646-2015 szabványban elfogadott székely-magyar rovás abc

## Az írás neve
Az írás neve a történelem folyamán nagy változatosságot mutatott: székely betűk (15. századi nikolsburgi ábécé) Littere Siculorum), Szkíta ábécé (Rudimenta, 1598), a régi hun nyelv elemei (szintén a Rudimentában), régi székely ábécé (Kájoni, 1673), ősi hun betűk (Harsányi, 1678, Hickes, 1703), hun-székely ábécé (Bél, 1718), hun betűk (Hensel, 1730), hun–magyar írás (Fischer, 1889),de alapvetően mindig egy népnevet tartalmazó jelzős szerkezetként került meghatározásra. A jelzői népnevek között a hun, szkíta (szittya), székely, magyar a leggyakoribb. Megjegyzendő, hogy a székelyeket (a többi magyarhoz hasonlóan) a hunok utódainak tartották, így a „hun” szó szerepeltetése csupán a székelyek (és a többi magyar) eleire utalt. A jelzett szavak pedig a következők: írás, rovásírás, rovás és az ABC. Ez utóbbiak közül a rovás és a rovásírás a legelterjedtebb.
A témával foglalkozó kutatók egy csoportja, elsősorban Sándor Klára a „székely írás” elnevezést használja és ajánlja. A magyar jelzőt azért hagyja el, mert nincs arra bizonyíték, hogy az írást a magyarság egésze használta volna. Ellenkezőleg, a krónikákban kifejezetten a székelyek írásaként szerepel és csak a székelyekhez köthetően kerültek elő korai emlékei. Másrészt a rovás szó elhagyását azért javasolja, mert az csak a betűk megörökítésének korai technikájára vonatkozik (vésés, faragás); és – számos más kutatóval együtt, mint Németh Gyula – nem ért egyet a rovásíráscsalád létezésére vonatkozó elméletekkel, az ezek közötti hasonlóságokat technikai jellegűnek, a betűk rögzítésének módja által meghatározottnak, nem pedig genetikus rokonságnak tartja.

## Eredete

### A nyelv tanúsága
Az írással kapcsolatos magyar szókincsben az alábbi szavak említhetők:
- ró: (1211, településnév) finnugor kori szó,[15] az összes török nyelvben „ez” alakú, kivéve az ogur csuvast, ahol ir.
- olvas: (1372 után) bizonytalan finnugor kori szó, eredeti jelentése (meg)számol; a bankjegyet „megolvas” = megszámol ma is használatos szó.[16] A csuvas vula hangátvetésre és török rokonságra is utalhat.
- ír: (1372 után) vitatott eredetű – a csuvasban az ir szó vésést jelent;
- betű: török szó, kései előfordulása (1416 után) viszont akár a honfoglalás utáni türk eredetet is megengedi.[17]
- íróka: a fazekasok és a hímestojás-díszítők munkaeszköze, díszítéseket visznek fel a cserépre vagy a tojásra.

### Kutatása

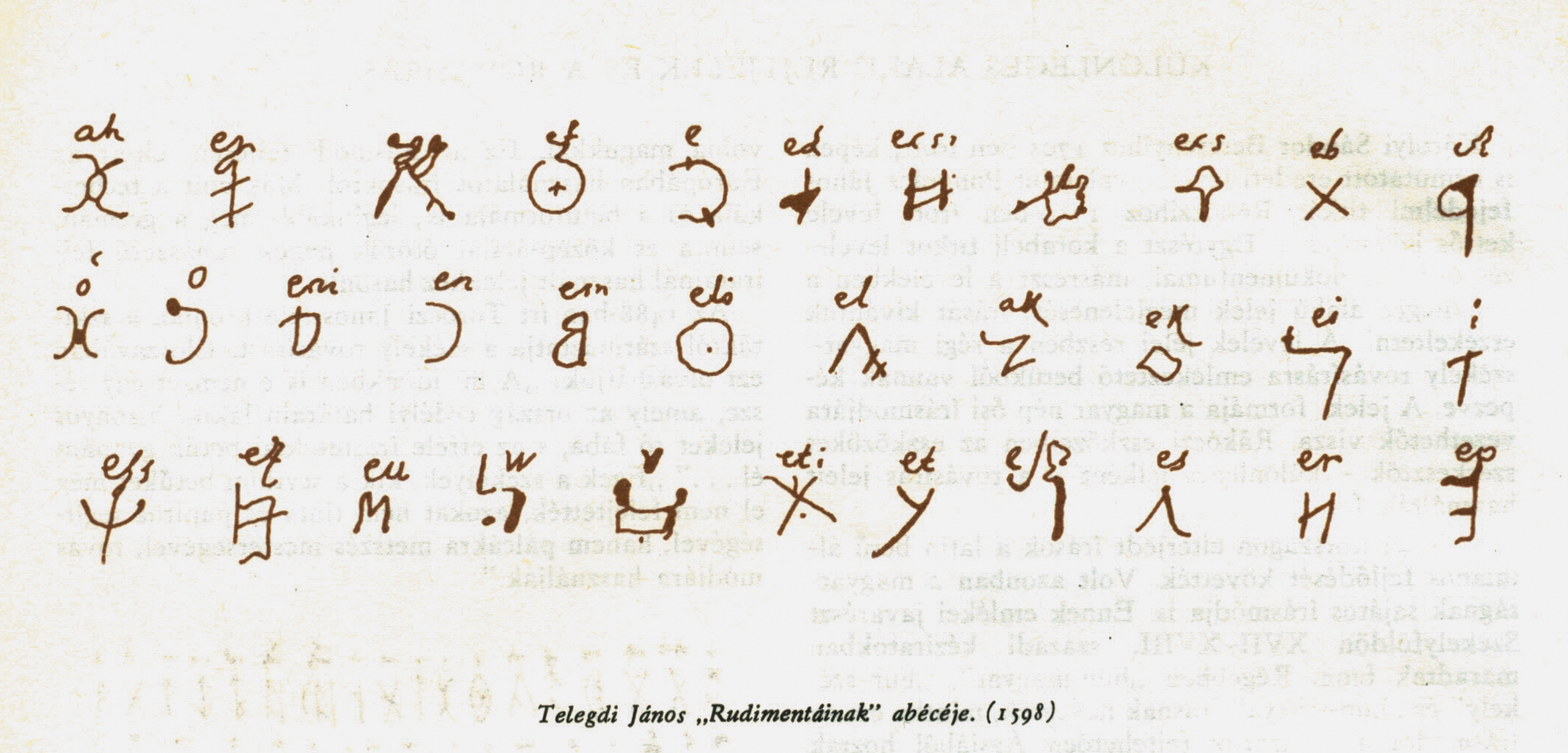
Telegdi János Rudimentáinak ábécéje (1598)

A rovásírásról Kézai Simon után több magyar történetíró is megemlékezett, többek közt Thuróczi János 1488-as művében is: „a mi időnkben is e nemzet egy része, amely az ország erdélyi határain lakik, bizonyos jeleket ró fára, és az efféle írásmóddal betűk gyanánt él.” „Ezek a székelyek, kik a scythiai betűket még el nem felejtették, azokat nem tinta és papiros segítségével, hanem pálcákra metszés mesterségével, rovás módjára használják.” Őt a sorban Bonfini, Szamosközy István és mások követték. Oláh Miklós írta a 15. századi székelyekről: „...fapálcákra némely jegyeket rónak, melyek közöttük valamit jelentenek, s az így rótt pálcákat barátjaikhoz és szomszédaikhoz izenet és levél gyanánt használják.” 
Tudományos igényességgel első ízben Telegdi János, majd Bél Mátyás írta le. Ezt követően Orbán Balázs néprajzkutató fedezte fel az énlakai feliratot is székelyföldi kutatóútja során 1864-ben, amely ekkor az egyetlen eredetiben fennmaradt és ismert rovásemlékünk volt. Ezt követően Szabó Károly kísérelte meg a kétkedőkkel szemben bebizonyítani a székely írás létezését (Vásáry István, 1973). Az 1800-as évek végén Nagy Géza vetette fel egy előadásában (amelynek a szövege nem maradt ránk) a jelformák felületes hasonlósága alapján, hogy az akkor még megfejtetlen ótürk írás a székely írás őse lehet. Fischer Károly Antal 1889-ben jelentette meg „A hun-magyar írás s annak emlékei” című tanulmányát, amiben a különféle betűalakok összehasonlítását végezte el, valamint összegyűjtötte az általa ismert lényeges leleteket.
Sebestyén Gyula érdeklődése már a 20. század kezdete előtt a rovásírás felé fordult, míg végül 1909-ben kiadta a „Rovás és rovásírás” nevű kötetét, amelyben egybegyűjtötte mindazt a tudományos eredményt, amit addig ő és elődei elértek. A Magyar Tudományos Akadémia megbízásából ezután jelentette meg a „A magyar rovásírás hiteles emlékei” című művét (1915). Ebben meglehetősen szigorúra szabta a »hitelesség« követelményét, ami a kor hamisítási botrányai után meg is érthető. A könyv albumszerűen tartalmaz hasonmásokat az eredetikről.
Sebestyén Gyula után az akadémikus tudomány képviselői közül Németh Gyula, Jakubovich Emil, Melich János, Csallány Dezső, Ferenczi Sándor foglalkozott a rovásírással. Ez idő alatt külföldön is jelentek meg rovásírásról írt, azzal foglalkozó művek, például Magyar Adorján, Fehérné Walter Anna, Badiny Jós Ferenc és Novotny Elemér – tehát külföldre szakadt magyarok – tollából. Magyarországon az akadémikus szemlélet képviselőiként Püspöki Nagy Péter, Vásáry István, Róna-Tas András, Sándor Klára, Kéki Béla, Benkő Elek, Ráduly János, Ferenczi István, Vékony Gábor és Erdélyi István írtak később e témában. A rendszerváltás táján és azt követően a könyvkiadás lehetőségeinek bővülésével élve jelentek meg nem akadémikus kutatók, például Forrai Sándor, majd az Írástörténeti Kutatóintézet által egybefogott Varga Géza, Simon Péter, Szekeres István, ezt követően pedig Varga Csaba írásai, amelyek esetenként másfajta szemléletet képviselnek,

### Avar–onogur–kazár elmélet
Sándor Klára a székely rovásírás eredetének megoldását az avar és a honfoglalás kori Kárpát-medencei írások tanulmányozásától várja: „A székely rovásírással kapcsolatos problémák közül talán a legtöbbet vitatott eredetének a kérdése. Tudomásul kell azonban vennünk, hogy az írás eredetéhez kapcsolódó problémák megoldatlanok is maradnak, amíg nem sikerül megtalálni azt az írásrendszert, amely erősen valószínűsíthetően a székely rovásírás ősének tekinthető. A Kárpát-medencében újabban talált avar és honfoglalás kori rovásírásos leletek lassú szaporodása némi reményt adhat arra, hogy ez egyszer majd sikerül.”
Vékony Gábor azt az elméletet vallja, hogy a székelyek a szkíták leszármazottai, akik a nyugat felé vonuló magyarokhoz csatlakoztak. Vékony szerint a székelyek eredetileg a Nyugat-Dunántúl területén laktak. Írásuk, a székely rovásírás az avar kori rovásírás egyenes folytatása, amelyre Vékony szerint hatott az általa kazáriai írásnak nevezett steppei rovásírás.

### Türk elmélet

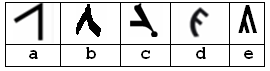
A „G” betű (e) kialakulása: (a) a föníciai, (b) az arámi (arameus), (c) a szíriai és (d) a türk írás g-je

A rovásírás származásáról szóló „türk elmélet” szerint a székely-magyar rovás a belső-ázsiai türk írással áll kapcsolatban. Az elgondolást Nagy Géza vetette fel (az 1800-as évek végén tartott előadásának nem maradt fenn a szövege), a vázlatos kidolgozása pedig Sebestyén Gyulától és Németh Gyulától ered. A türk eredeztetés elméletének kidolgozói törekedtek olyan származáselmélet megalkotására, amely a magyarság általuk feltételezett uráli származtatásával és (időben és földrajzilag egyaránt feltételezett) rövid pályafutásával összeegyeztethetőnek látszott.
Az ótürk eredeztetés-elmélet követői szerint a székely írás az alfabetikus írások közé tartozik, elvont őse a föníciai ábécé – így rokonságban áll a héber ábécével, a latin ábécével és a többi jelentős ábécével is. A magyarsághoz hosszú vándorút során jutott el az írástudás: először az arámiak (arameusok) átvették a föníciaiaktól az írást (arámi ábécé); tőlük a szíriaiak (szír ábécé); majd a szogdok (szogd ábécé); és végül a különféle török népek (türk írás).
Az ótürk kapcsolatról a rovásírás eredetéről szóló művekben:
- Sebestyén Gyula 22 ótörök, illetve székely betű között állapítja meg, hogy a betűpár „egymással rokon”[25]
- Németh Gyula négy székely jel esetében (n, s, sz, ë) tökéletes egyezést figyel meg, de kétségtelennek látja, hogy „nagyjában a többi egyeztetés is helyes”.[26]
- Ernst Doblhofer 14 betűpárt rokonítana egymással[27]
- Sándor Klára a négy tökéletes egyezés mellett az írásszabályozó elvek („graphotactics”) részleges párhuzamosságára figyelmeztet[28]
- Róna-Tas András még tovább csökkenti a párhuzamot: „A keleti türk rovásírással kifogástalanul csak két igen egyszerű betű (az sz és az n) egyeztethető”.[29]

A türk elmélet szerint a magyar törzsek 600 körül vették át a rovásírást, amikor délnyugatra, a Fekete-tenger keleti partvidékére költöztek korábbi területeikről. A székely-magyar rovásírás az elmélet szerint a türk írásból ered: ezt a göktürkök földrajzi értelemben vett közelsége is bizonyítja. 13 rovásjel meglehetősen hasonlít a fentebb említett írásrendszer betűire; néhány azonban feltehetően a görög ábécéből ered, mint például az  'F'.
A korábbi kutatásokat összegző Sándor Klára így foglalja össze a türk kapcsolatot: „a székely rovásírás nem vezethető ugyan le közvetlenül a keleti türk rovásírásból, de a kettő távolabbi rokonsága is nehezen cáfolható a jelenleg rendelkezésre álló adatok alapján.” Magyarán, a székely és a türk írás között nem szülő-gyermeki, hanem közös őssel rendelkező unokatestvéri viszony áll fenn.
A közös ősre utaló jeleket az alábbi táblázat foglalja össze, amelyben a hangtani megfelelések is helyet kapnak.
| orkhoni            | magyar | átírás / kiejtés | átírás / kiejtés |
| orkhoni            | magyar | orkhoni          | magyar           |
| ------------------ | ------ | ---------------- | ---------------- |
|                    |        | a, ä             | a, á             |
|                    |        | oq, qu           | ak               |
|                    |        | y, i (e)         | j (y)            |
|                    |        | o, u             | o                |
|                    | é      | o, u             |                  |
|                    | e      | o, u             |                  |
|                    |        | ö, ü             | ü                |
|                    |        | b                | b                |
|                    |        | d                | d                |
|                    |        | y, g             | h                |
|                    |        | t                | z                |
|                    |        | l                | l                |
|                    |        | l                | l                |
|                    |        | n                | n                |
|                    |        | r                |                  |
|                    | ič, či |                  |                  |
|                    |        | s                | s                |
|                    |        | j                |                  |
|                    |        | yq, qy           | k                |
|                    |        | č                |                  |
|                    | š      |                  |                  |
|                    |        | p                | p                |
|                    |        | m                | m                |
|                    |        | z                | r                |
| 𐱇                  |        | ot, ut           | ő                |
| véletlen egyezések |        |                  |                  |
|                    |        |                  | t                |
| 𐱈                  |        | baš              | u                |

### Hatti, urartui, szkíta, hun kapcsolatokat feltételező elgondolások

Luvi felirat hieroglif jelei

Mészáros Gyula feltételezése szerint a Kr. e. 3000. táján virágzó anatóliai hattik lehettek a szkíták ősei. E nyelvészeti alapozású feltevést – pontosabban megfogalmazva a hattik és a szkíták közötti kapcsolatot – támasztja alá a székely rovásírás párhuzamainak sora. A hasonló vonásokat megtaláljuk egy másik anatóliai nyelvet beszélő nép, a luvik luvi írásnak nevezett írásrendszerében, valamint a vele rokon urartui hieroglif írásban, továbbá a szkíta és a hun jelek között. Az említett jelrendszerekben a székely írás jeleinek kb. 20 párhuzama ismerhető fel.
Harmatta János más oldalról közelíti meg a szóban forgó kérdést. Szerinte a luvi és hettita írást a szkíták – e helyen a királyiak – saját nyelvük szavainak lejegyzésére vették használatba. (Lásd: Protothüész kincsei.)
Thúry József szerint a székelyek az avarokkal azonosak, az avarokat pedig az ókor történetírói – a népvándorlások kora előtt, vagyis az i. e. 5–i. sz. 5. században – következetesen szkítáknak, szakáknak, illetve daháknak nevezik. A bizánciak – a népvándorlások korában – az avar követek kijelentése nyomán címezik őket szkítának. Menandrosz szerint: „...a rómaiak veresége után az avarok hadvezére üzenetet küldött Tiberioshoz. A kiküldött üzenetvivő így szólt: Hogyan merészeltetek harcos kezek hiányának a betegségében szenvedve az avarok, tehát éppen szkíták ellen háborút indítani? Vagy nincsenek irataitok és feljegyzéseitek, amelyek olvasása megismertethet benneteket azzal a ténnyel, hogy a szkíta törzsek leküzdhetetlenek és megverhetetlenek?” Lényegében ugyanígy nyilatkozik Theophülaktosz Szimokattész is: „az avarok törzse ugyanis, mint mondják, a legügyesebb (legkeményebb) a szkíta népek sorában.”
S hogy az avarok – utóbb székelyek – ismerték és használták a rovást, arról Szent Konstantin Velencében (867.), az ószláv írás védelmében elmondott beszéde is tanúskodik. Nevezett bölcselő ezzel kapcsolatban megemlékezik a nemzeti írásukat használó avarokról is. Azt állítja, hogy írásukat Isten dicséretére használják.

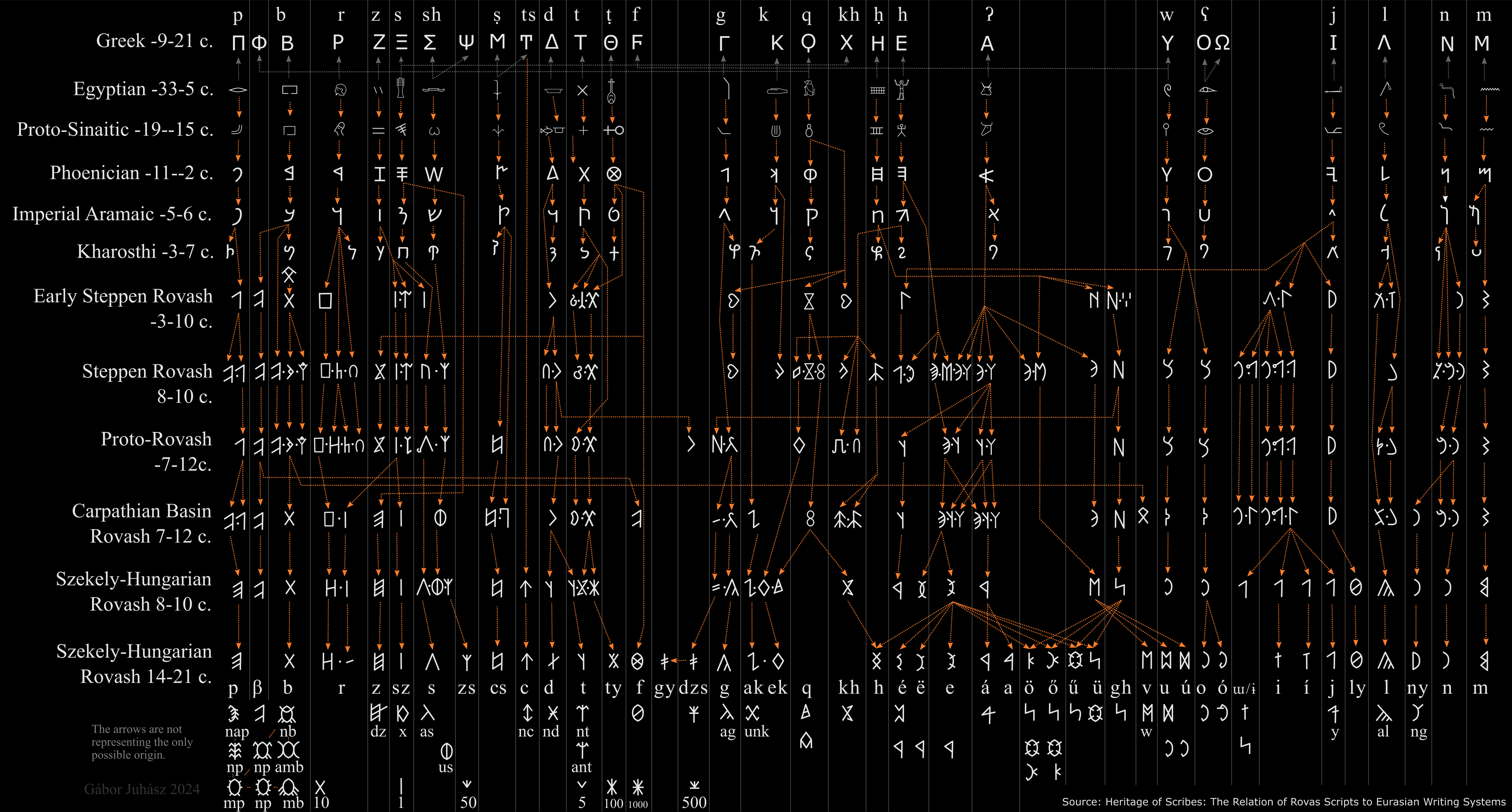
A Székely írás feltételezett kialakulása (a valóságban az írásrendszerek oda-vissza hathattak egymásra, a nyilak csak egy lehetséges irányt mutatnak ezek közül)

## Emlékei

### Honfoglalás korától a XV. századig
Nem tartozik közéjük a homokmégy-halomi emlék, amely a nagyszentmiklósi kincs és a szarvasi csont tűtartón található írás, a Kárpát-medencei rovás jeleivel van írva.
Első említése történeti munkákban Kézai Simontól származik, krónikája megemlékezik arról, hogy a székelyek és a blakok közös írást használtak.
I. Mátyás negyedik decretuma rendelkezik az adózásról, s ezzel kapcsolatban megemlékezik a rovás használatáról is:
„5. CZIKKELY.A kirovó mellé a vármegyéből egy nemes adandó.Ezenkivül a kirovó mellé minden vármegyében mindenkor egy alkalmas nemest kell állitani, a ki eskü alatt legyen köteles a jelen decretum tartalmához képest mindazt szemmel tartani és megtenni a mi a felséges király urra és magára a vármegyére nézve igazságos.1. §. És ezen felül a falusbirák minden megyében kötelesek a rovásnyeleket három egész évről egy e czélra elrendelendő törvényszékre elhozni és eskü alatt s lajstromban is a megye elé terjeszteni, a megye pedig tartozik azokat a király ur számára hiven összeirni.”
A teljes ábécé első lejegyzése 1483-ból származik – ez a nikolsburgi ábécé. Nevét onnan kapta, hogy a ma Mikulovnak nevezett Nikolsburgban őrizték. A 20. században egy árverés során az Országos Széchényi Könyvtár a dokumentumot megvásárolta. Az ábécé 46 betűt, köztük számos ligatúrát sorol fel.
A székely-magyar rovásíráson megfigyelhető a latin betűs régi magyar írás hatása, pl. a székely-magyar rovás NY betűt éppúgy az N és az I/J ligatúrájaként hozták létre, ahogy azt a régi magyar írásban is tették (NY, az Y jelentette az I-t és a J-t is, hasonlóan a székely-magyar rovás korai változatához).

### Az 1526 és 1802 közötti időszak

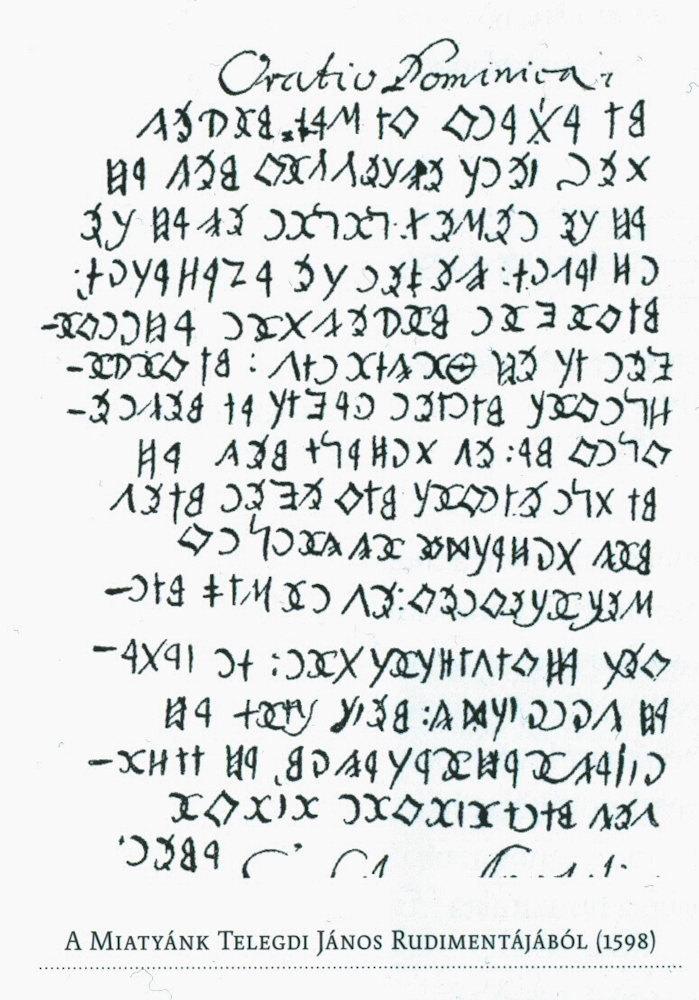
A Miatyánk székely rovásírással

1526-ban Magyarország elvesztette a mohácsi csatát, s ezzel mélyreható változások indultak meg Közép-Európában is, az ország három részre szakadt.
Kétoldalú folyamat játszódott le: a magyarországi területeken a rovásírás gyakorlatilag az 1500-as évek végére szinte kiveszett, míg Erdélyben továbbra is fennmaradt, csökkenő részben mint írásrendszer.
Az első szakmai jellegű, a rovásírásról szóló értekezést Telegdi János írta meg 1598-ban, műve címe: Rudimenta Priscae Hunnorum Linguae. A korra jellemző kérdés-felelet stílusban íródott latinul, de rovással írt szövegeket is tartalmaz, például a Miatyánkot. A könyvecske nyomtatásban sohasem jelent meg, kéziratos másolatokból ismert.
Az 1668-as énlakai felirat az unitárius templom kazettás mennyezetéről származik – szép kidolgozása miatt a mai napig a rovás egyik jelképe.
A 19. századból csak egy rovásemlék került elő, a kiskunhalasi rováspálcák 1802-ből. Történetük a következő:
Halas városának tanácsa 1802-ben korlátozta a város határában tartható juhállomány mértékét. Az ebből élő juhászok nem akarták betartani a rendelkezést, helyette titokban megírták ezen rovásbotokat. A rajtuk olvasható írással megfenyegették a város vezetését, hogy ha nem állnak el a korlátozástól, akkor ők fölgyújtják a várost és környékét. A pálcákat ma a kiskunhalasi Thorma János Múzeum őrzi. A 2010. május 27-én tartott szakmai értekezlet egyhangúlag megállapította, hogy a 16 db kiskunhalasi rováspálca mindegyike hiteles magyar rovásemlék.

### 20. század eleje
Az MTA bizottsági eljárás keretében szerette volna igazolni, hogy a rótt betűs írás ez időre teljességgel kihalt, Tar Mihály rovásírással kapcsolatos ismereteinek vizsgálatával levonható tanulságok által. 1903. november 30-án Szily Kálmán a Magyar Tudományos Akadémia főtitkárának vezetésével egy tudós bizottság tagjai gyűltek össze Budapesten, és hivatalos jegyzőkönyvben a következő határozatot rögzítették: „A rovott betűs szövegírás, közönségesen rovásírás, a magyar nép között nem él.”
Ettől függetlenül, Székelyföldön még a két világháború között is használták latint nem ismerő rovástudók a hétköznapi életben. Ezt igazolja Hajducsi Viktor, aki akkor juhászbojtárként kereste kenyerét Kibéden.
„Az elszámolást, azt rendes írással írták egy füzetbe. Abba fel vót írva minden gazdának a neve, hogy kinek hány juha van, s aszerint osztán kapták a járadékot. ‘’’Botra ők nem írtak, a vén Petrás, az igen, az botra vezette reá az elszámolást’’’. Gazdámék mind írástudók vótak, a két fia járt is iskolát valamennyit.”

## A székely–magyar rovásírás változatai

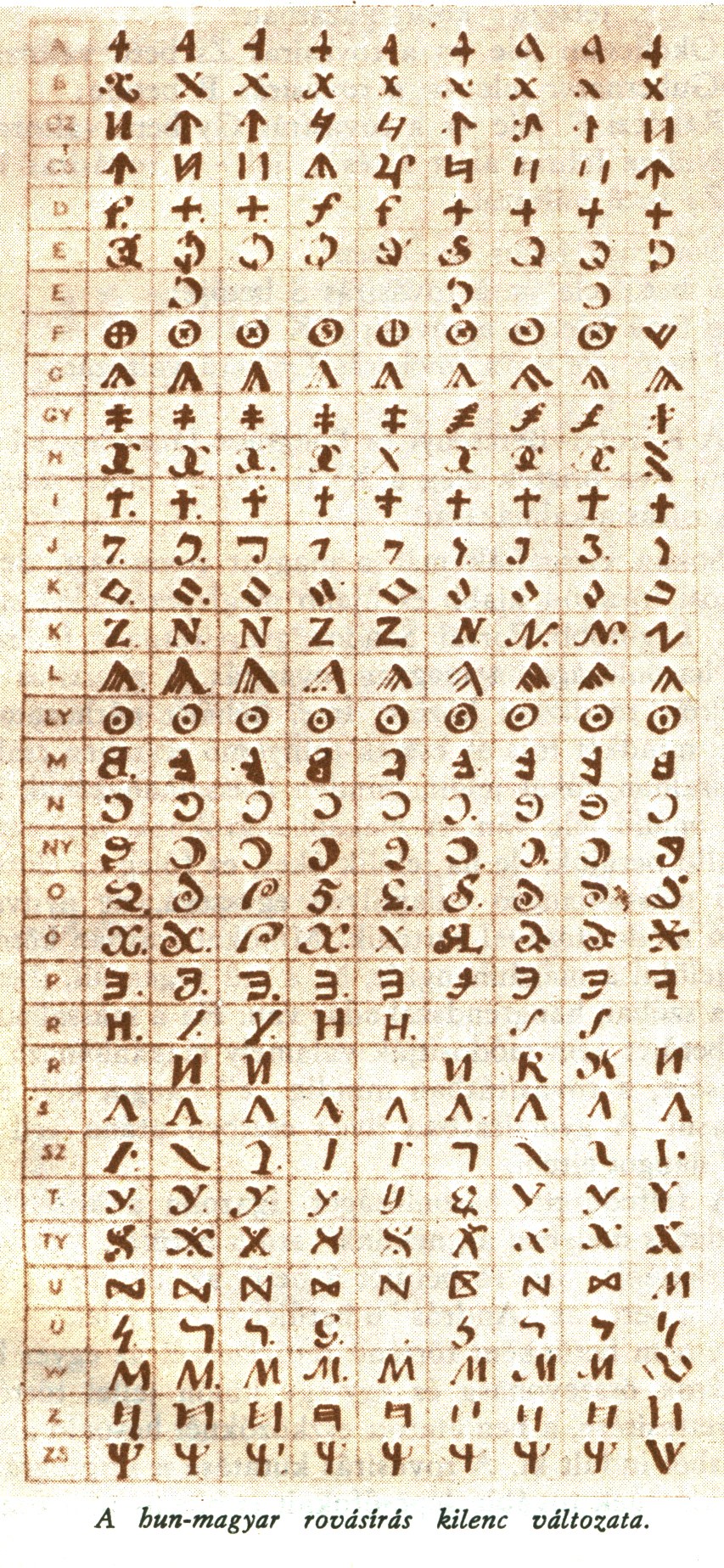
A rovásírás kilenc változata

A rovásírás jeleit a századok során kilenc különböző változatban jegyezték le. Az első változatot Telegdi János tette közzé 1598-ban. A másodikat a 18. század elején Kaposi Juhász Sámuel jegyezte le, és Bél Mátyás publikálta 1718-ban. A következő három változat Marosvásárhelyről származik, az egyiket Dési-félének is nevezik, a másik korabeli jelzése Anonymus, ezeket egy kéziratról másolták le. A hatodikat Harsányi János nyelvtudós jegyezte le, és 1680 körül jelent meg Oxfordban. A következő Bél Mátyás saját változata, ami csaknem azonos az általa kiadott Kaposi Sámuel-félével. Az utolsó betűsort Dobai István adta ki 1753-ban.

## Székely-magyar rovásemlékek
- Bodrog-Alsóbű (900 körül)

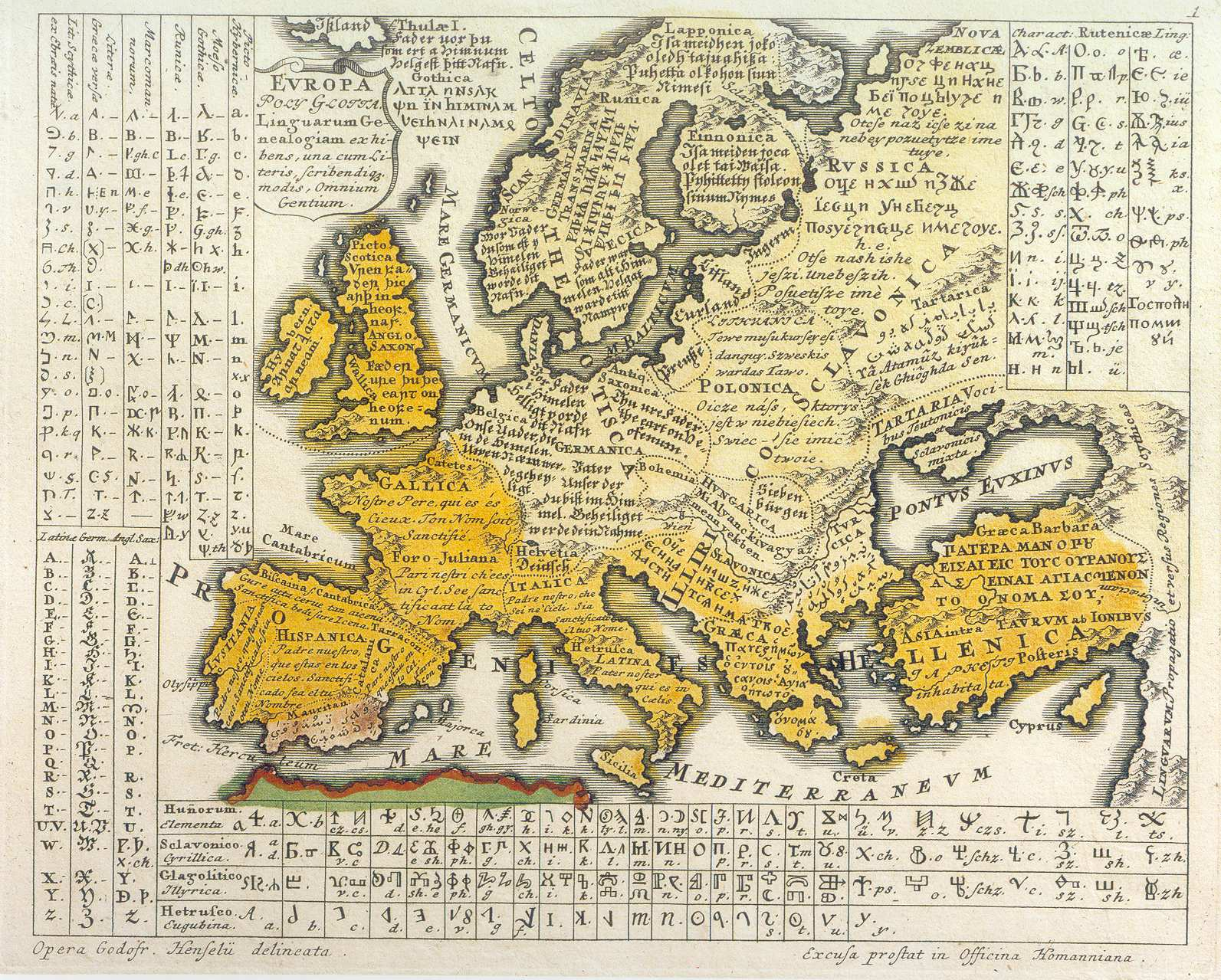
Gottfried Hensel 1730-as Európa-térképe Europa Polyglotta, Linguarum Genealogiam exhibens, una cum Literis, Scribendique modis, Omnium Gentium. A térképen megtalálható a székely–magyar rovásírás (Hunorum elementa) betűkészlete is. Magyarország jelölése: HVNGARICA, Magyarország területén régi magyar helyesírással látható a következő mondat: „Mi Atyanc kivagy az mennyekben”

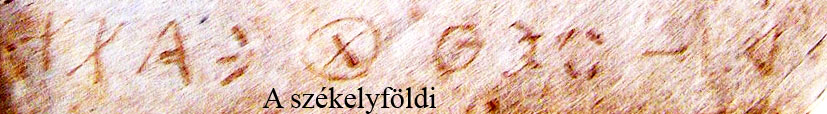
A „székelyföldi” felirat rovással, 1776–1785 között keletkezett (Patakfalvi Biblia)

- Csíkszentmihályi felirat (nem ismert). A templom kórusdeszkáin talált rovásszövegeket Cserei Farkas udvari tanácsos 1768-ban magával Bécsbe vitte. A helyes szövegük ma már nem ellenőrizhető:

„csináltatta Sándur 1111-ben” […] „ezen kép rámát csináltatta”
- Vargyas (12. század)
- Homoródkarácsonyfalva (12–13. század)
- Korond (12–13. század)
- Bágyi felirat (13–16. század)

„Urbn/Orbn Bndó/Bndk csnalta”
- Székelydálya (14. század)
- Berekeresztúr (14–15. század)
- Pécsi rovásírásos címerpajzs
- A Luigi Ferdinando Marsigli által 1690-ben lemásolt, eredetileg kb. 1450-ben készült rovásírásos botnaptár:

„Küskarácson, Szentkereszt, Pál, Antal, Piroska, Fábián, Ágnes, Inceh, Pál, Bréda, Bódogasszony, Balázs, Ágota […]”
- Székelyderzs (1478. vagy az 1490-es évek)
- Nikolsburgi ábécé (1483)

„A eB eC […] Amen.”
- Gelence (1497)
- Csíkszentmártoni felirat (1501)

„Úrnak születésétül fogván írnak ezerötszázegy esztendőbe. Mátyás, János, Estyán kovács csinálták. Mátyás mester, Gergely mester csinálták […]”
- Konstantinápolyi felirat (1515)

„Ezer öcáz tizenöt esztendőben irták. Lászlo király öt kevetét váratták it. Bilaji Barlabás kettő esztendejik itt valt, nem tőn császár. Kedeji Székel Tamás írta: inet Szelimb török császár itet ben száz loval.”
- Dálnoki felirat (1526)
- Bögözi felirat (1536)
- Rugonfalvi felirat (16–17. század)
- Az énlaki unitárius templom felirata (1668)

„Egy az Isten. Georgyius Musnai diakon.”
- Erdőszentgyörgyi felirat (1730)
- Hensel térképe (1730)
- Patakfalvi Biblia rovásos oldalai – a fiúleányság intézménye (székely örökösödési törvény rovással) 1775–1785:[53]

A székelyföldi jószág a constitució szerint valameddig fijok vagynak, leányt nem illet. Ha egy embernek apja holta után két férfiú gyermeke marad s az ediknek tsak fija, a másiknak tsak leánya lesz, a leány olyan örökös amaga apjaiban mint a fiú a maga apjáéban. Ha pedig 2 leánya van, fija nintsen, a két leány megosztja a jószágot. A kisebbik a lakóhelyben választhat. Ha a nagyobbik hasonlót nem tudna, akkor a lakóhelyet kétfelé osztják. Már ha ezen két leányok edgyiknek fia és leánya is lesz a fiú egyedül fogja jószágot bírni a leányt kiházasítván.
- Kiskunhalasi rováspálcák (1802)[45] Halas városának tanácsa 1802-ben korlátozta a város határában tartható juhállomány mértékét. Az ebből élő juhászok nem akarták betartani a rendelkezést, helyette titokban megírták ezen rovásbotokat. A rajtuk olvasható írással megfenyegették a város vezetését, hogy ha nem állnak el a korlátozástól, akkor ők fölgyújtják a várost és környékét. A pálcákat ma a kiskunhalasi Thorma János Múzeum őrzi.[54]

## A rovásírás és a magyar titkosírás története
Oláh Miklós esztergomi érsek már a 16. században megjegyezte, hogy a székelyek egymás közötti rovásírásos üzenetei a kívülállók számára nem érthetőek. Fokozatosan ez az írásmód a székelyek körében is feledésbe merült, de az énlakai felirat azt mutatja, hogy azt Rákóczi korában még ismerték és használták. A Rákóczi-szabadságharc idején kifejlesztett kuruc titkosírás jelei közé aztán a rovásírás jeleit is bevonták.

## A székely-magyar rovás helyesírás

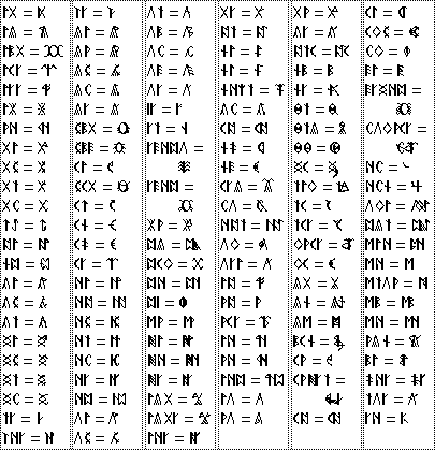
Néhány lehetséges ligatúra

A székely írás modern szövegei az alfabetikus elven jelölik a hangokat (minden hanghoz egy betűt rendelnek). Régebbi leleteken előfordultak ún. „összerovott” jelek is, az egy (néha több) hangértékű jeleket vegyesen is használták (ilyen pl. a székelyderzsi rovásírásos tégla felirata is). A sor a legtöbb esetben jobbról balra halad, de ritkán lehet látni függőlegesen, vagy balról jobbra haladó emlékeket is. Ellenben a busztrofedon használata, azaz az irány váltakozása egyáltalán nem jelentkezik.[forrás?] Manapság gyakran alkalmazzák, hogy a balról jobbra tartó sorok esetében az írásjegyek függőlegesen tükrözöttek. A kis- és nagybetűk közötti különbségtétel fokozatosan alakult ki.
Különleges tulajdonsága a ligatúrák kiterjedt használata. Az elterjedt magyarázat szerint ez minden bizonnyal arra vezethető vissza, hogy hely szűkén az egymás mellé került betűk szárait összevonták. Leggyakrabban ez a sűrűn használt szótagoknál történt meg, mint például az alább látható „le”-nél:
A helymegtakarításra alkalmas még a hangugratás (a magánhangzók kihagyása) is bizonyos esetekben. Az e, mint a leggyakoribb magyar magánhangzó, általában emiatt ki is maradt. Egységes hangrendű szavaknál az első magánhangzót írták csak ki, mert a következő könnyen kikövetkeztethető. Ha a szón belül hangrendváltozás történt, az első más hangrendű betűt kellett kiírni. Az esetben, ha két szó között azok mássalhangzói alapján nem lehetett különbséget tenni, a magánhangzók jelölendők voltak, csakúgy, mint a szóvégiek.
Egyes modern rovók különleges írásstílusok kifejlesztésén fáradoznak, amellyel a rovás szótagírássá válik. Viszont, ahogy a helyesírásban, úgy ezen próbálkozások használatában sincs teljes körű egyetértés a rovást használók körében.[forrás?]
A mássalhangzók vagy magánhangzók hosszúságának jelölése fokozatosan alakult ki, a XX. századra vált teljessé a magánhangzópárok jelölésének elve (lásd: Verpeléti Kiss Dezső 1933-as rovásábécéje). Egyes mássalhangzókat jelölő betűk két alakkal rendelkeztek (K). Két szabály volt ismeretes: az egyik szerint az átiratban az aK formában megadottak mély magánhangzók után voltak írandók, míg eK alakjuk a magasak után. A másik szabály szerint a szóvégi K-t aK jellel jelölték.
A rovásbetűk különleges részét alkotják a capita dictionum jelek, vagyis a „mondatok fejei”. Pontos használatukról jelenleg nincsenek megfelelő információink.

### Betűk
|                                                  |                                                  |
| „Á” betűalak balról jobbra tartó rovásfeliratnál | „Á” betűalak jobbról balra tartó rovásfeliratnál |

A rovás betűk a balról jobbra (BJ) haladó írásnak megfelelőek. Jobbról balra (JB) haladó írás esetén a betűk függőleges tengely mentén tükrözendők.

#### DZ, DZS, Q, X, Y, W

Idegen betűk átírási lehetőségei rovásra

A székely-magyar rovás és a latin betűs magyar írás párhuzamos használata miatt néhány rovásíró megalkotta azokat a betűket is, amik több latin betűs ábécében megtalálható, bár nem magyar eredetűek. A magyar helyesírás szabályai 12. és 11. kiadása szerint a Q, X, Y és W az írásgyakorlatban gyakrabban előforduló betűk, nem az ábécé részei. A gy, ly, ny, ty betűkombinációkban az "y" nem tekinthető külön betűnek, csak lágyító jelnek. A gy, ly, ny és ty hangokra a rovásírásban különálló jelek vannak.
Hat, néhány rovásírást használó felhasználó szerint hiányzó karakter (a nevük: DZ, DZS, Q, X, Y, W) beillesztésére 1930-as évektől voltak próbálkozások, de ezek szeparált megoldások voltak, ráadásul ezek az ábécék több nem hiteles betűket is tartalmaztak, pl.: "Y" alakú "A", "aK" felhasználása, mint "Q". Használatuk népszerűvé vált a rovásírók egy részének körében (cserkészeket is ideértve). Ugyanakkor az Q, X, Y jelek rovásváltozatai, dr. Hosszú Gábor villamosmérnök szerint, elképzelhető, hogy már 1621-ben léteztek a Bonyhai Moga Mihály ábécéjében. Ezt Friedrich Klára egy cikkében cáfolta, megtalálható a rovasirasforrai.hu  honlapon.
Több kutató, köztük Friedrich Klára, nem fogadja el a DZ, DZS, Q, X, Y, W beemelését a rovás betűsorba, mert ezek a hiteles, régi rovásemlékeken nem fordulnak elő.

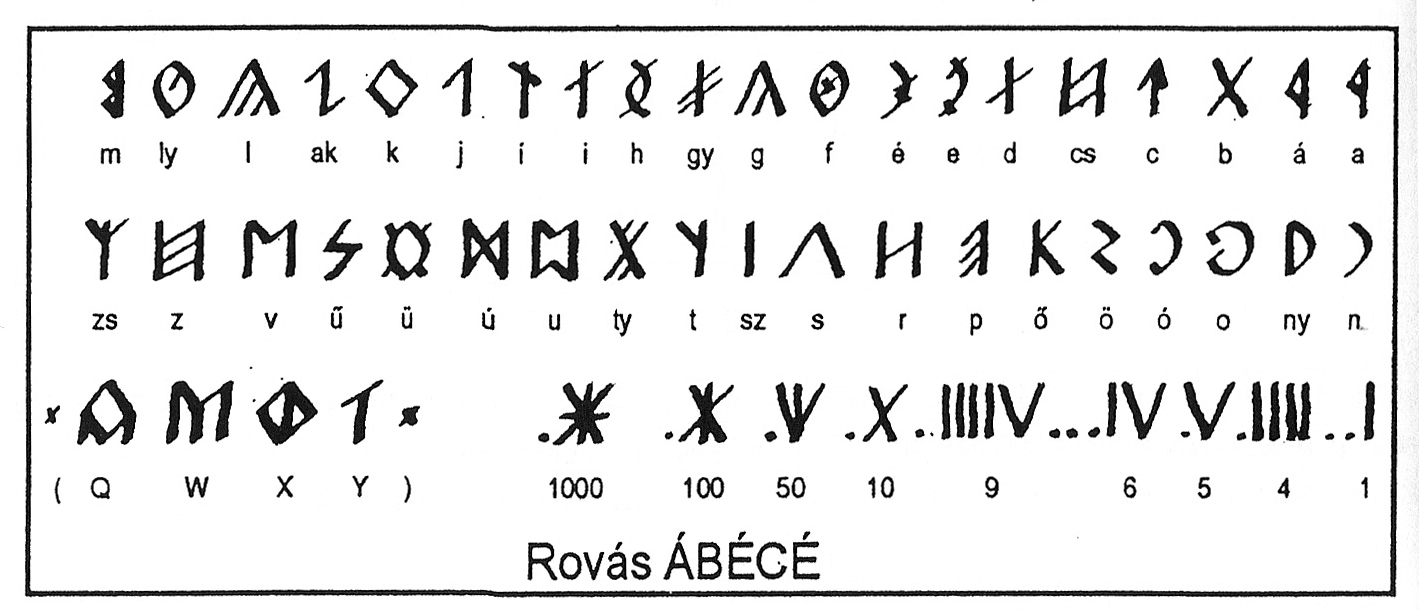
Vér Sándor ábécéje Y, X, W, Q rovásjelekkel (1996)

További latin betűkkel kiegészített rovás abc

| Magyar ábécé latin betűkkel                       | a | á  | b | c  | cs | d  | dz | dzs | e  | é | ë | f | g | gy | h | i |
| ------------------------------------------------- | - | -- | - | -- | -- | -- | -- | --- | -- | - | - | - | - | -- | - | - |
| Székely–magyar rovásírás Forrai-féle változat     |   |    |   |    |    |    | –  | –   |    |   | – |   |   |    |   |   |
| Székely–magyar rovásírás Unicode szabványtervezet |   |    |   |    |    |    |    |     |    |   |   |   |   |    |   |   |
| Magyar ábécé latin betűkkel                       | í | j  | k | ak | l  | ly | m  | n   | ny | o | ó | ö | ő | p  | q | r |
| Székely–magyar rovásírás Forrai-féle változat     |   |    |   |    |    |    |    |     |    |   |   |   |   |    | – |   |
| Székely–magyar rovásírás Unicode szabványtervezet |   |    |   |    |    |    |    |     |    |   |   |   |   |    |   |   |
| Magyar ábécé latin betűkkel                       | s | sz | t | ty | u  | ú  | ü  | ű   | v  | w | x | y | z | zs |   |   |
| Székely–magyar rovásírás Forrai-féle változat     |   |    |   |    |    |    |    |     |    | – | – | – |   |    |   |   |
| Székely–magyar rovásírás Unicode szabványtervezet |   |    |   |    |    |    |    |     |    |   |   |   |   |    |   |   |

#### A székely-magyar rovásbetűk összehasonlítása más ábécékkel
| Betű     | Megfelelő betű… | Megfelelő betű… | Megfelelő betű… | Megfelelő betű… | Megfelelő betű…               | Megfelelő betű… | Megfelelő betű… | Megfelelő betű… | Megfelelő betű… | Megfelelő betű… | Megfelelő betű… |
| Betű     | az ugaritiban   | a föníciaiban   | az ókánaániban  | az etruszkban   | a székely-magyar rovásírásban | a szírben       | a héberben      | az arabban      | a görögben      | a latinban      | a cirillben     |
| -------- | --------------- | --------------- | --------------- | --------------- | ----------------------------- | --------------- | --------------- | --------------- | --------------- | --------------- | --------------- |
| a        | 𐎀               | aleph           | 𐤀               | a               | /                             | ܐ               | א               | ﺍ               | Αα              | Aa              | Аа              |
| b        | 𐎁               | bét             | א𐤁              | b               | b                             | ܒ               | ב               | ﺏ               | Ββ              | Bb              | Бб              |
| g        | 𐎂               | gimel           | 𐤂               | c1 · c2         | c · g                         | ܓ               | צ ג             | – ﺝ             | – Γγ            | Cc Gg           | Цц Гг           |
| cs       | –               | –               | –               | h2              | cs                            | –               | –               | –               | –               | –               | Чч              |
| d        | 𐎄               | dálet           | 𐤃               | d               | d                             | ܕ               | ד               | ﺩ، ذ            | Δδ              | Dd              | Дд              |
| dj/gy/dz | 𐎏               | –               | –               | dz              | gy                            | –               | –               | –               | –               | –               | –               |
| dzs      | 𐎙               | –               | –               | ()              | ()                            | –               | –               | –               | –               | –               | –               |
| e        | 𐎅               | he              | 𐤄               | e · h           | e · h                         | ܗ               | ה               | ﮬ               | Εε Ηη           | Ee Hh           | Ее, Єє Хх       |
| i        | 𐎛               | –               | –               | i               | i                             | –               | –               | –               | Ιι              | Ii              | Ии              |
| w        | – 𐎆 𐎜 –         | waw             | 𐤅               | / –             | –                             | ܘ               | ו               | ف – ﻭ ي         | – (ϝ) – Υυ      | Ff Uu Vv Ww Yy  | Фф Уу Вв –      |
| z        | 𐎇               | zajin           | 𐤆               | zed             | z                             | ܙ               | ז               | ﺯ               | Ζζ              | Zz              | Зз              |
| zs       | 𐎑               | –               | –               | –               | zs                            | –               | –               | –               | –               | –               | –               |
| ḥ        | 𐎈 𐎅             | hét             | 𐤇               | h · e           | h · e                         | ܚ               | ח –             | ﺡ، خ –          | – Ηη            | Hh Ee           | Хх Ее           |
| ṭ        | 𐎉               | tét             | 𐤈               | /               | /                             | ܛ               | ט               | ﻁ، ظ            | Θθ              |                 |                 |
| tj/ty    | 𐎘               | –               | –               | ty              | ty                            | –               | –               | –               | –               | –               | –               |
| j        | 𐎊               | jod             | 𐤉               | jay             | j                             | ܝ               | י               | ﻱ، ى            | Ιι              | Ii, Jj          | Йй              |
| k        | 𐎖               | káf             | 𐤊               | /               | k                             | ܟܟ              | כ, ך            | ﻙ               | Κκ              | Kk              | Кк              |
| k(h)     | 𐎋               | –               | 𐤊               | /               | k                             | –               | כ, ך            | ﻙ               | Κκ              | Kk              | Кк              |
| l        | 𐎍               | lámed           | 𐤋               | l               | l                             | ܠ               | ל               | ﻝ               | Λλ              | Ll              | Лл              |
| m        | 𐎎               | mém             | 𐤌               | m               | m                             | ܡܡ              | מ, ם            | ﻡ               | Μμ              | Mm              | Мм              |
| n        | 𐎐               | Nun             | 𐤍               | n               | n                             | ܢܢ              | נ, ן            | ﻥ               | Νν              | Nn              | Нн              |
| s        | 𐎕               | számek          | 𐤎               | sz              | sz                            | ܣ               | ס               |                 | Σσς, Ϡ          | Ss              | Сс              |
| ʼ        | 𐎓               | ajin            | 𐤏               | /               | o                             | ܥ               | ע               | ﻉ، غ            | Οο              | Oo              | Оо              |
| p        | 𐎔               | pé              | 𐤐               | p               | p                             | ܦ               | פ, ף            | ﻑ               | Ππ              | Pp              | Пп              |
| ṣ        | 𐎒               | száde           | 𐤑               | /               | c                             | ܨ               | צ, ץ            | ﺹ، ض            |                 |                 | Цц Чч           |
| q        | 𐎖               | kof             | 𐤒               | q               | k                             | ܩ               | ק               | ﻕ               | ϙ               | Qq              |                 |
| r        | 𐎗               | rés             | 𐤓               | r               | r                             | ܪ               | ר               | ﺭ               | Ρρ              | Rr              | Рр              |
| š        | 𐎌               | sin             | 𐤔               | s               | s                             | ܫ               | ש               | س، ش            | ϻ               | –               | Шш              |
| t        | 𐎚               | táv             | 𐤕               | t               | t                             | ܬ               | ת               | ﺕ، ث            | Ττ              | Tt              | Тт              |

### Írásjelek
Történelmi rovásemlékekben (Konstantinápolyi felirat, énlaki felirat), találhatunk példát a sorok közepén elhelyezett pontokra, amelyek kötőjelekként, szavak elválasztására (mint a latin írásban a vessző), vagy a mondatok lezárására szolgálnak. A modern rovók többsége a latin írásban használatos írásjeleket alkalmazza, azokat a rovás irányának megfelelően megfordítja. De egyes rováskutatók, és rovásíró közösségek szerint lehetséges egyedi, „rovásos írásjelek” létrehozása.
Az írásjelek történeti fejlődésére alapozva létrehozhatók olyan (a középvonalas rováshoz is illeszkedő) jelformák, amelyekkel helyettesíthető a latin írásból származó megfelelőjük, úgy, hogy eközben megőrizzük a hasonlóságot a megszokott karakterekkel.
Egy 1939. január 2-án írt levelezőlap egyik oldala egy rovás betűsort mutat be, másik oldalán a következő olvasható:
"A rovás iránya jobbról balfelé haladó sorok. A szavakat függőleges pontok választják el egymástól."
Magyar Adorján 1941-es rovásábécéjében írásjelekre is találunk példát (köztük például a zárójelre).

## Számrovás

Rovásszámok

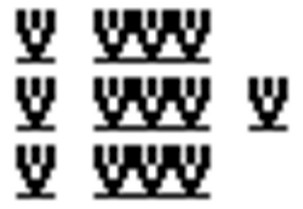
Rovás 500-as jel, Nagy Béla rovásos szövegszerkesztő programjában, 1997.05.10

A magyarok körében a számok lejegyzésére is elterjedt egy írásmód: a számrovás. Szorosabb összefüggésben nem áll a betűírással – olyan emlékek nem is ismertek, amelyeken a betűk és számok együtt szerepelnek. Van azonban egy nem azonosított korban készített tanítótábla (somogyi rovástábla), amelyen együtt szerepel rovásírást oktató szövegekkel, mutatva a kettő összetartozását.
A magyar számírás minden bizonnyal az ujjakon való számlálásból ered, de akár a százezer is lejegyezhető. A rovásírás számai nem helyiértékes, hanem összeadásos - additív - számok. Ez azt jelenti, hogy a bennük szereplő valamennyi jel értéke állandó, függetlenül a számban elfoglalt helyétől. A szám értékét a jelek értékének összeadásával kapjuk.: a számokat 1-től 4-ig megfelelő számú egyenes vonás képviseli; az 5 jele a V vagy néha a /; A 6-tól 9-ig terjedő számokat az 5 és a szám, valamint az 5 különbségének jelével lehet írni (például IIIIV = 9). 100-ig ugyanez a rendszer érvényesül.
A 100 után ellenben a leírás módja már félig-meddig fonetikus. Példaként vehető a 2345 leírása. Az ezresek jelölésénél előbb azt kell leírni, hogy hány ezres van: jelen esetben 2, ennek megfelelően kitesszük a helyes jelet, majd utána leírjuk az ezer szimbólumát . A százasoknál hasonlóan járunk el: az ezresjel után leírjuk a százasok számát, majd a százasjelet . A hátralévő részt a már ismertetett additív módon jelölhetjük, a százasjel után. Mindezeknek megfelelően a 2345 a következő alakot veszi fel: .
Az 500-as jelére 1971-ben Bárczy Zoltán javasolt önálló jelet, melynek továbbfejlesztett változata az 1000-es rovásjelének  felezett változata: 
Az 1000-nél nagyobb számok rovással történő lejegyzésére ugyan (még) nem kerültek elő régi leletek, viszont a 20. században több rováskutató is próbálkozott a jelsor bővítésével, így születtek számjelek az 5000, 10 ezer, 50 ezer, 100 ezer, 500 ezer, valamint az 1, 5, 10 millió rovással történő lejegyzésére egyetlen jellel.
A számrovás elterjedéségét a legjobban az bizonyítja, hogy szólások is megemlékeznek róla, mint például a „sok van a rovásán”, „dögrováson van”, illetve „lerótta a tartozását”. Hasonló elvekre épülő számírást más népek is alkalmaztak (lásd alábbi táblázat), például a csuvasok, egészen a 20. századig (csuvas számok), továbbá az etruszkok, majd a rómaiak is.
2004-ben Szondi Miklós a rovásszámok egy olyan, 10-es alapú alternatív formájára tett javaslatot, amivel helyettesíteni lehet a hindu-arab számírást.
|      | Etruszk számjel | Székely-magyar rovás számjel | Római számjel |
| ---- | --------------- | ---------------------------- | ------------- |
| 1    | 1               | 1                            | I             |
| 5    | 5               | 5                            | V             |
| 10   | 10              | 10                           | X             |
| 50   | 50              | 50                           | L             |
| 100  | 100             | 100                          | C             |
| 500  | -               | 500                          | D             |
| 1000 | -               | 1000                         | M             |

## A rovás használata napjainkban

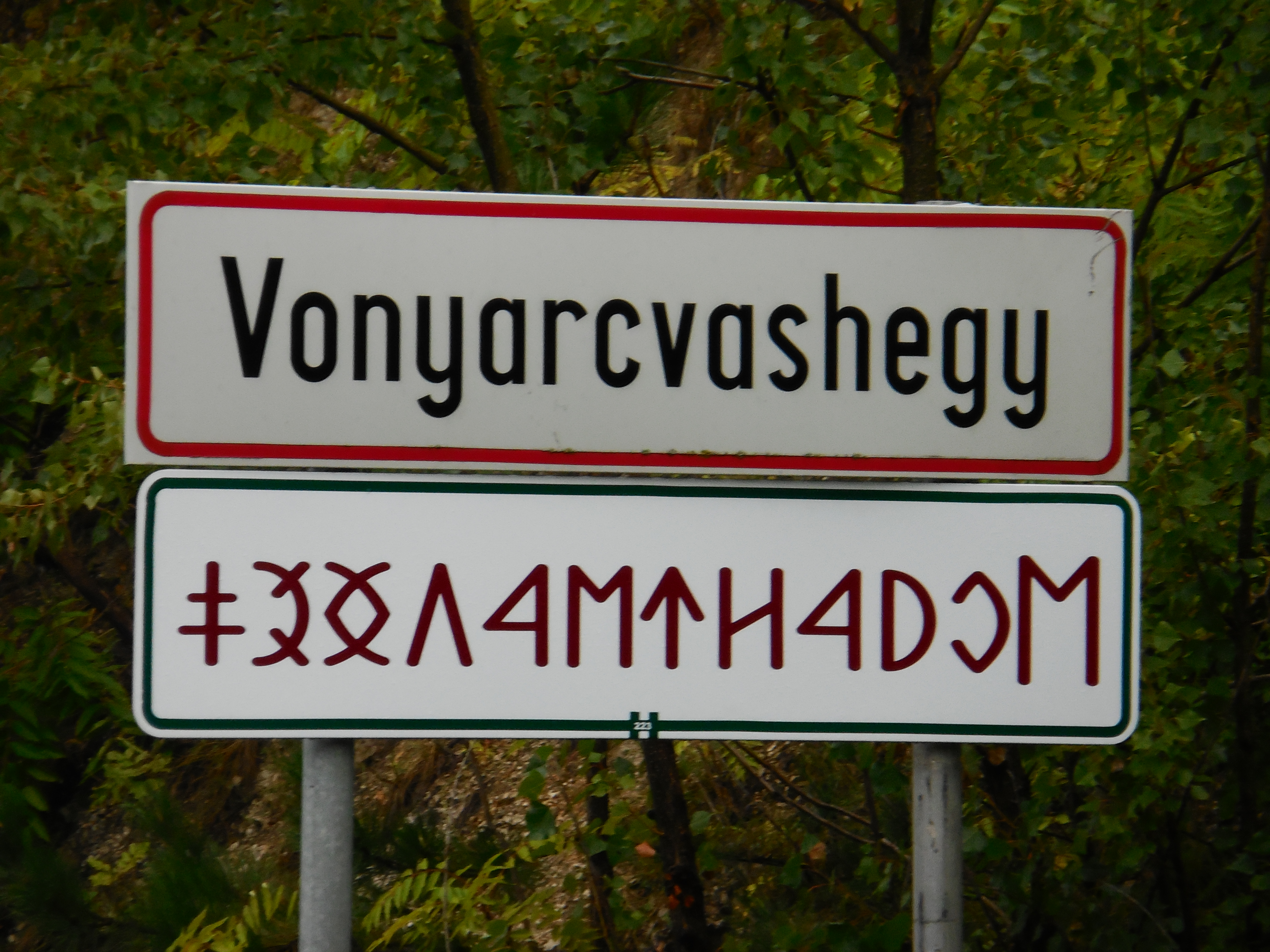
Vonyarcvashegy rovásos helységnévtábla, 2010

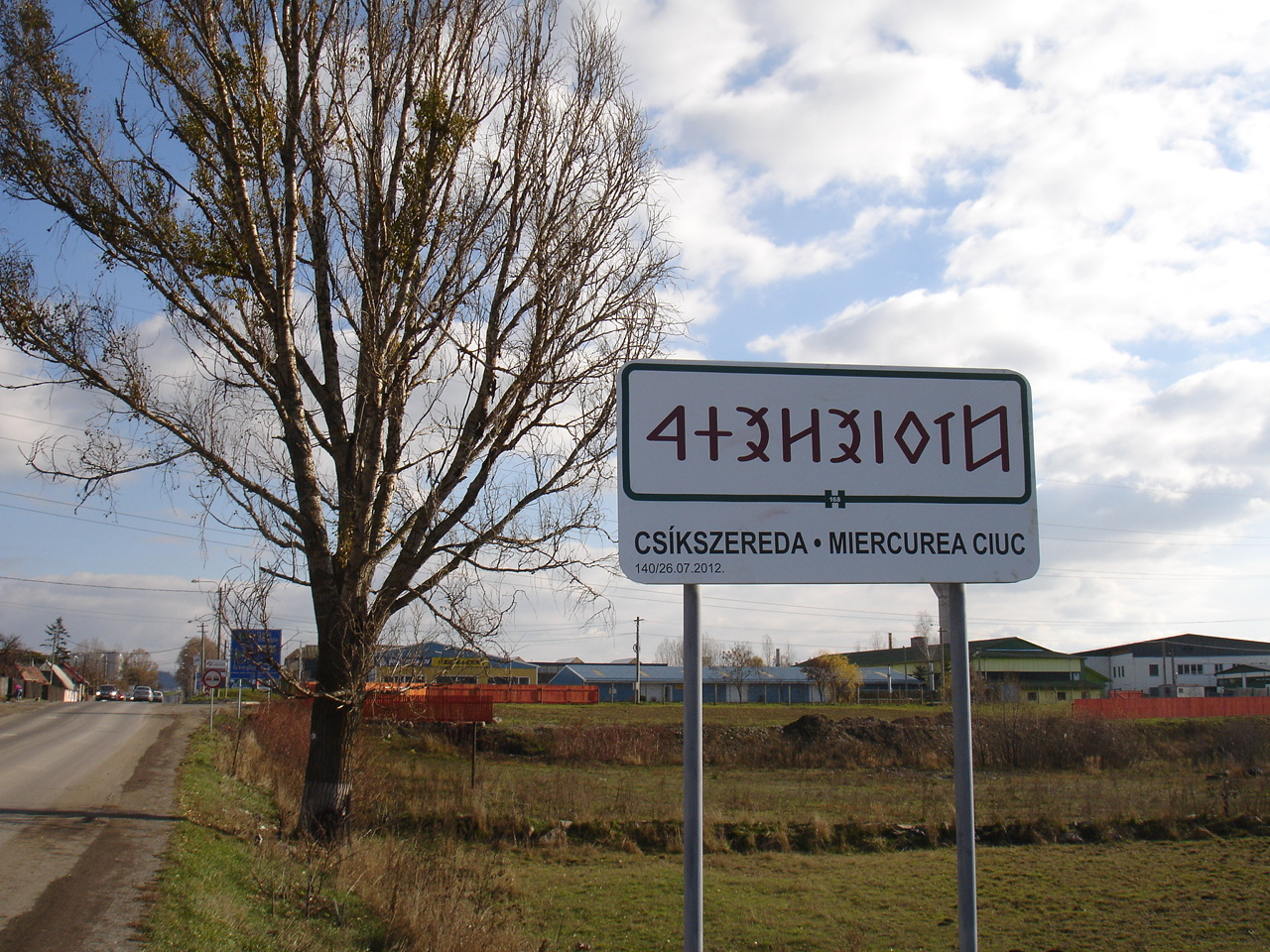
Csíkszereda rovásos helységnévtábla, 2012

Napjainkban számos műkedvelő, érdeklődő ember figyelmét keltette fel az írás ezen formája, változatos okokból. Legtöbben – a legkézenfekvőbb módon – titkosírásként használják, vagy a népi-nemzeti hagyományőrzés keretében ápolják magyar szellemi örökség eme érdekes részét, s a legújabb generációk már a mindennapi használat lehetőségeit keresik[forrás?]. Ennek előfutára a 20. század első felében Tar Mihály volt. Verpeléti Kiss Dezső összegyűjtötte a már létező betűalakokat, és megpróbált az akkori magyar helyesírásnak megfelelő korszerű ábécét összeállítani. Ennek részeként először különítette el a hosszú és rövid magánhangzópárokat a rovásban is.
1991-ben alakult meg a Nap Fiai alapítvány a székely rovásírás eredetének kutatására. Az alapítvány 1992-ben alapította meg az Írástörténeti Kutatóintézetet, amely véleményük szerint áttörő eredményeket ért el az eredetkutatásban. A két intézmény adja ki az Írástörténeti tanulmányok című könyvsorozatot, amelyben Varga Géza, Simon Péter, Szekeres István, Bakay Kornél és Borbola János művei is megjelentek. E művek hatására kezdett a székely rovásírás eredetének kutatásába Varga Csaba is.
1998-tól 2011-ig rendezett a Forrai Sándor Rovásíró Kör versenyeket diákok számára a rovásírás népszerűsítésére. Az országos döntőre az egész Kárpát-medencéből érkeztek versenyzők. Szakács Gábor, a Forrai Sándor Rovásíró Kör elnöke a versenyeket megelőzően rovásírás szakköri hálózatot hozott létre, majd mivel a versenyek iránt nagy volt az érdeklődés, több településen elődöntőket szervezett.
A 2010-es évektől a rovás kutatása és alkalmazása további erősödést mutat, a régi iskolák és irányzatok mellett gombamód szaporodnak az új és korszerű rováshasználat iránt érdeklődők alkotta közösségek[forrás?] a számítástechnika, tartalomfejlesztés, a gazdasági alkalmazások területén is.

### Rovásos helynévtáblák
A rovásos helynévtáblák ismert története 1990-ig nyúlik vissza, mikor helyi kezdeményezésre felállításra került Székelykeresztúr fémből készült táblája, amit nem sokkal később a helyi RMDSZ eltávolíttatott. Ezt követően több egyedi magán és önkormányzati kezdeményezés történt rovásos helynévtábla állítására, többnyire a Székelyföldön.
2003. június 21-én Csíkszeredában tartotta a Magyarok Világszövetsége Erdélyi Társasága a Quo vadis Székelyföld? konferenciát, amely megfogalmazta Székelyföld és a székelység autonómia, azaz önrendelkezési törekvéseit. Ennek részeként javasolta a Székely Nemzeti Tanács létrehozását, zárónyilatkozatában pedig kérte: „…székely településeink önkormányzati testületeit, hogy a helységtáblákon tüntessék fel a települések nevét a székely rovásírással is!.
Az első rovásos táblaállító mozgalom a Forrai Sándor Rovásíró Kör nevéhez köthető, az általuk kezdeményezett és megvalósított táblák a „települési beköszönő táblák”, nemcsak Erdélyben, hanem Magyarországon, Felvidéken is jelen vannak. A Magyarok Szövetségén belül is indult táblaállítási mozgalom.
2010 júliusától a Rovás Alapítvány a közútkezelés és táblaállítás szakembereinek és hatóságainak segítségével kidolgozta a rovásos közúti tájékoztatótáblák állításának legkedvezőbb ügymeneti módját, valamint elérhetővé tette minden település számára saját rovásfeliratos helységnévtábla tervezetét. Azóta az ún. Kárpát-medencei egységes székely-magyar rovásos helynévtáblák már megjelentek Kárpátalján, Felvidéken és Erdélyben is.
Bár az eredeti szándék szerint a táblaállítás politikamentes „misszió”, a Jobbik is nagyon aktív volt ebben. Az érintett településeknek nincs beleszólása abba, hogy kihelyezésre kerüljön-e a tábla, azt gyakorlatilag automatikusan engedélyezi a közút kezelője. Vitatott, hogy mire is jók ezek a táblák.

### Rovásos könyvnyomtatás
Bár az Unicode szabványosítás hiánya technikai akadályt képez a korszerű rováshasználatban, létezik megoldás nagyobb terjedelmű rovásos szövegek hibamentes előállítására, szerkesztésere és nyomdai alkalmazásra. Az első rovásírással készített újkori kiadvány az Attila ifjúsága füzet és a kézzel írt, 2004-ben megjelent mesekönyv, a Roga királyfi. A teljes egészében rovással kiadott Egri csillagok 2009-ben jelent meg, melyet azóta követett Illyés Gyula Hét meg hét magyar népmese c. műve, illetve 2011 decemberében az Újszövetség. 2012-ben az Újszövetség díszkötéses példánya XVI. Benedek pápának átadásra került a Vatikánban. A folyamatosan megjelenő rovásos könyvek legnagyobb jelentősége, hogy a rovók számára a korábbi néhány soros, oldalas szövegekkel ellentétben terjedelmesebb olvasnivalót kínálnak.

### Rovásos aláírás hivatalos okmányokon
A Rovás Alapítvány civil mozgalmat kezdeményezett, hogy a hivatali ügyintézésben, igazolványok, jogosítványok, banki aláírási címpéldányok aláírás mezőibe – aki szeretne élni ezzel a lehetőséggel – rovással írja alá nevét. Erre lehetőséget ad a jogszabályi környezet, hiszen csak annyit írnak elő az írásképre, hogy „egyedi kézjegy” legyen, amely lehet rovás is. Történelmi előképek léteznek: művészek, írók használták rovásos aláírásukat. Móricz Zsigmond is lerótta nevét 1934. március 28-án egy Miskolcra küldött levelezőlapon.

## Számítástechnikai megjelenítése

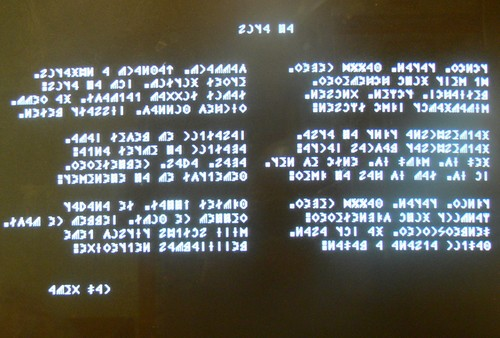
Nagy Béla rovásos szövegszerkesztő programjának képernyőképe, 1996-ból

### Általános leírás
Megfelelő betűtípusok beszerzésével lehetséges a rovásírás használata különböző dokumentumokban. A régebbi módszerek a latin ábécé karaktereinek helyén jelenítik meg jeleit (legelterjedtebben a 8 bites kódolású Rovás Szabvány betűtípus). A modern módszer a Unicode használata.
A rovásírás Unicode-tartományba vételét először 1998-ban javasolták. Végül 2015. júniusában lett része a szabvány 8.0.0 verziójának.

### Számítógépes jelkészlet
Ingyenesen letölthető a Rovás Kiterjesztett JB helyről. A hozzá tartozó kódtáblázat a kódtábla helyről illetve a Magyar Rovás honlapról érhető el.
Az Unicode szabványnak megfelelő, ligatúrákat is tartalmazó betűkészlet a Rovásírás oldalon érhető el.

### Székely-magyar rovásírásos szövegszerkesztők
Az alábbi linkeken elérhető eszközökkel lehet jelenleg róni.
- Rovásírás átíró
- Rovásírás átíró Firefox böngésző kiegészítő
- Letölthető rovás betűkészletek legteljesebb gyűjteménye
- Rovásírás oktató-szerkesztő honlap + rovásírásos e-mail küldés Archiválva 2021. január 28-i dátummal a Wayback Machine-ben
- rovásírás fordító
- Rovásírás fordító szerkeszthető szöveghez, Word dokumentumhoz, speciális formázási lehetőségekkel és betűtípusokkal
- RöRÜ – Rövid Rovás Üzenet – Rováslevelező

LibreOffice tud átróni latinbetűs magyar szavakat. Be kell állítani a jobbról-balra nyelvbeállítást "nincs"-re (nincs még azonosító). A karakterek beállításnál már használható a székely-magyar nyelvhez beállítani egy szabványos betűkészletet. A fő írásirány jobbról-balra állításakor a latin alapú szöveget szavanként átrója.

### Az egységesítés, szabványosítás története
Központosított szabályozás híján a székely írás a története folyamán néha földrajzilag is elkülönülve több szálon fejlődött.
A múlt századi végi rovásirányzatok közötti eltérést többnyire az adta, hogy melyik – többnyire középkori – rovásemléket tekintik etalonnak, illetve hogy a korszerűsítés (rövid-hosszú magánhangzók, idegen betűk, központozás alkalmazása) folyamán milyen újító megoldást választottak. A székely rovásírás modern betűkészletére javaslatot tett Verpeléti Kiss Dezső (1933), Bárczy Zoltán (1971), Balás Gábor (1988), Forrai Sándor (1994), Libisch Győző (1994), Szemerey Zsolt (1995) és Varga Géza (1996) is. A modernizálás elveiről írt Sándor Klára (1995) és állást foglalt az MTA Őstörténeti munkabizottsága is (2012).
2008. július 12-én a két legnagyobb rovásíró egyesület, az Országos Ómagyar Kultúra Társaság Rovásírás szakosztálya és a Forrai Sándor Rovásíró Kör képviselői dr. Hosszú Gábor közreműködésével kötöttek egy megállapodást, amelyben egyesítették az ábécéiket. Ezt követően megalakult az interneten szerveződő Magyar Rovásírók Közössége, amelynek legfontosabb tevékenysége a 2008. október 4-i Élő Rovás Szaktanácskozás volt Gödöllőn. Ennek eredménye az új szabványtervezet magja, melynek ábécéje fentebb látható a régebbi Forrai-féle ábécével együtt. A legismertebb szakértők részvétele nélkül megtartott gödöllői tanácskozás az ellenvélemények figyelembevételével döntött a névhasználatról is, mely szerint az írás neve: székely-magyar rovás. Az MTA Őstörténeti munkabizottságának és néhány független kutatónak a javaslata az írás elnevezésére: székely írás. Az ISO 15924 névjelölő szabvány 2012.10.26 óta Old Hungarian – Hungarian Runic-nak nevezik az írást. (Szaknyelvi fordítás szerint: régi magyar – magyar rovás).
Az „Old Hungarian” (régi magyar) jelkészlet eredményes szabványosításban a 2012. április 21–22-én megtartott „Egységes rovás” solti értekezlet hozott igazi fordulatot s újabb lendületet adott ennek a Magyarok VIII. Világkongresszusa keretében 2012. augusztus 18-án megtartott „Élő rovásírás” értekezlet.

### Unicode
Több éves egyeztetést és számos javaslatot követően 2015 júniusában a rovásírást „Old Hungarian” (régi magyar) néven befogadták a Unicode Standard szerinti írások sorába 8.0. verzió alatt. A rovás Unicode blokkja: U+10C80–U+10CFF
| Székely-magyar rovásírás (Old Hungarian) Unicode.org chart (PDF) |   |   |   |   |   |   |   |   |   |   |   |   |   |   |   |   |
|                                                                  | 0 | 1 | 2 | 3 | 4 | 5 | 6 | 7 | 8 | 9 | A | B | C | D | E | F |
| U+10C8x                                                          | 𐲀 | 𐲁 | 𐲂 | 𐲃 | 𐲄 | 𐲅 | 𐲆 | 𐲇 | 𐲈 | 𐲉 | 𐲊 | 𐲋 | 𐲌 | 𐲍 | 𐲎 | 𐲏 |
| U+10C9x                                                          | 𐲐 | 𐲑 | 𐲒 | 𐲓 | 𐲔 | 𐲕 | 𐲖 | 𐲗 | 𐲘 | 𐲙 | 𐲚 | 𐲛 | 𐲜 | 𐲝 | 𐲞 | 𐲟 |
| U+10CAx                                                          | 𐲠 | 𐲡 | 𐲢 | 𐲣 | 𐲤 | 𐲥 | 𐲦 | 𐲧 | 𐲨 | 𐲩 | 𐲪 | 𐲫 | 𐲬 | 𐲭 | 𐲮 | 𐲯 |
| U+10CBx                                                          | 𐲰 | 𐲱 | 𐲲 |   |   |   |   |   |   |   |   |   |   |   |   |   |
| U+10CCx                                                          | 𐳀 | 𐳁 | 𐳂 | 𐳃 | 𐳄 | 𐳅 | 𐳆 | 𐳇 | 𐳈 | 𐳉 | 𐳊 | 𐳋 | 𐳌 | 𐳍 | 𐳎 | 𐳏 |
| U+10CDx                                                          | 𐳐 | 𐳑 | 𐳒 | 𐳓 | 𐳔 | 𐳕 | 𐳖 | 𐳗 | 𐳘 | 𐳙 | 𐳚 | 𐳛 | 𐳜 | 𐳝 | 𐳞 | 𐳟 |
| U+10CEx                                                          | 𐳠 | 𐳡 | 𐳢 | 𐳣 | 𐳤 | 𐳥 | 𐳦 | 𐳧 | 𐳨 | 𐳩 | 𐳪 | 𐳫 | 𐳬 | 𐳭 | 𐳮 | 𐳯 |
| U+10CFx                                                          | 𐳰 | 𐳱 | 𐳲 |   |   |   |   |   |   |   | 𐳺 | 𐳻 | 𐳼 | 𐳽 | 𐳾 | 𐳿 |

Mivel a Unicode által szabványosított betűkészletből hiányzik pár, a kortárs használathoz szükséges betű (dz, dzs, q, x, y, w), ezeket ligatúrákkal kell helyettesíteni. Például a Q betű rovás megfelelőjét a Unicode szabvány szerint a K és a V betűk összefésülésével lehet elérni.

#### Unicode előterjesztések (1998 óta)
- Demeczky Jenő, Giczi György, Dr. Hosszú Gábor, Kliha Gergely, Dr. Obrusánszky Borbála, Rumi Tamás, Sípos László, Dr. Zelliger Erzsébet javaslata – A Rovás kódolásának konszenzusáról – válasz az N4373-ra angolul: About the consensus of the Rovas encoding – Response to N4373. Individual Contribution for consideration by UTC and ISO/IEC JTC1/SC2/WG2[halott link], 2012. október 24.
- Demeczky Jenő, Giczi György, Dr. Hosszú Gábor, Kliha Gergely, Dr. Obrusánszky Borbála, Rumi Tamás, Sípos László, Dr. Zelliger Erzsébet javaslata – Kiegészítő információk a Rovás írásnévről (angolul): Additional information about the name of the Rovas script. Individual Contribution for consideration by UTC and ISO/IEC JTC1/SC2/WG2 and ISO 15924/MA-JAC Archiválva 2014. február 22-i dátummal a Wayback Machine-ben, 2012. október 21.
- Demeczky Jenő, Dr. Hosszú Gábor, Rumi Tamás, Sípos László és Dr. Zelliger Erzsébet javaslata (magyarul): Javított tervezet a rovás UCS-beli kódolására. Egyéni beadvány az UTC és az ISO/IEC JTC1/SC2/WG2 általi megfontolásra és (angolul): Revised proposal for encoding the Rovas in the UCS. Individual Contribution for consideration by UTC and ISO/IEC JTC1/SC2/WG2 Archiválva 2014. március 17-i dátummal a Wayback Machine-ben, 2012. október 14.
- Kód kérése a Rovásnak ISO 15924 szabványba (angolul) (2012-10-20)[halott link]
- Somfai Tamás (magyarul és angolul): Korszerű Rovás a szövegszerkesztésben / Contemporary Rovas in the word processing Archiválva 2015. január 4-i dátummal a Wayback Machine-ben, 2012-05-25
- Dr. Hosszú Gábor (Magyar Szabványügyi Testület) javaslata: Code chart font for Rovas block. National Body Contribution for consideration by UTC and ISO/IEC JTC1/SC2/WG2 Archiválva 2012. május 16-i dátummal a Wayback Machine-ben, 2012. február 6.
- Dr. Hosszú Gábor (Magyar Szabványügyi Testület) javaslata: Revised proposal for encoding the Szekely-Hungarian Rovas, Carpathian Basin Rovas and Khazarian Rovas scripts into the Rovas block in the SMP of the UCS Archiválva 2012. április 7-i dátummal a Wayback Machine-ben, 2012. január 11, eredeti: 2011. december 15.
- Dr. Hosszú Gábor (Magyar Szabványügyi Testület) javaslata: Revised proposal for encoding the Szekely-Hungarian Rovas script in the SMP of the UCS Archiválva 2011. május 23-i dátummal a Wayback Machine-ben, 2011. május 21.
- Gábor Hosszú: Response to the Ad-hoc Report N4110 about the Rovas scripts. National Body Contribution for consideration by UTC and ISO/IEC JTC1/SC2/WG2, July 5, 2011
- Gábor Hosszú: Issues of encoding the Rovas scripts Archiválva 2011. november 19-i dátummal a Wayback Machine-ben. National Body Contribution for consideration by UTC and ISO/IEC JTC1/SC2/WG2, May 25, 2011
- Gábor Hosszú: Comments on encoding the Rovas scripts Archiválva 2011. november 19-i dátummal a Wayback Machine-ben. National Body Contribution for consideration by UTC and ISO/IEC JTC1/SC2/WG2, May 22, 2011
- Gábor Hosszú: Notes on the Szekely-Hungarian Rovas script Archiválva 2011. május 23-i dátummal a Wayback Machine-ben. National Body Contribution for consideration by UTC and ISO/IEC JTC1/SC2/WG2, May 15, 2011
- Michael Everson és André Szabolcs Szelp javaslata: Proposal for encoding the Hungarian Runic script in the UCS, 2009. október 14.
- Michael Everson javaslata: Mapping between Old Hungarian proposals in N3531, N3527, and N3526 Archiválva 2009. március 6-i dátummal a Wayback Machine-ben, 2008. november 2.
- Michael Everson és Szelp Szabolcs közös javaslata: Revised proposal for encoding the Old Hungarian script in the UCS (Javított előterjesztés a rovásírás Egyetemes Betűkészlet-beli kódolására) Archiválva 2009. március 6-i dátummal a Wayback Machine-ben, 2008. október 12.
- A Magyar Rovásírók Közösségének javaslata (készítette Dr. Hosszú Gábor): Proposal for encoding the Szekler-Hungarian Rovas in the BMP and the SMP of the UCS Archiválva 2008. december 21-i dátummal a Wayback Machine-ben, 2008. október 4.[63]
- Bakonyi Gábor javaslata: Hungarian native writing draft proposal Archiválva 2009. március 6-i dátummal a Wayback Machine-ben, 2008. szeptember 30.
- Michael Everson és Szelp Szabolcs közös javaslata: Preliminary proposal for encoding the Old Hungarian script in the UCS Archiválva 2009. március 6-i dátummal a Wayback Machine-ben, 2008. augusztus 4.
- Michael Everson javaslata: On encoding the Old Hungarian rovásírás in the UCS Archiválva 2006. június 21-i dátummal a Wayback Machine-ben, 1998. május 2.
- Michael Everson javaslata: Draft Proposal to encode Old Hungarian in Plane 1 of ISO/IEC 10646-2 Archiválva 2008. szeptember 8-i dátummal a Wayback Machine-ben, 1998. január 18.
- Michael Everson & André Szabolcs Szelp: Consolidated proposal for encoding the Old Hungarian script in the UCS (Egységesített előterjesztés a rovásírás Egyetemes Betűkészlet-beli kódolására) N4268R Archiválva 2012. december 3-i dátummal a Wayback Machine-ben, 2012 október 2.

## Képek

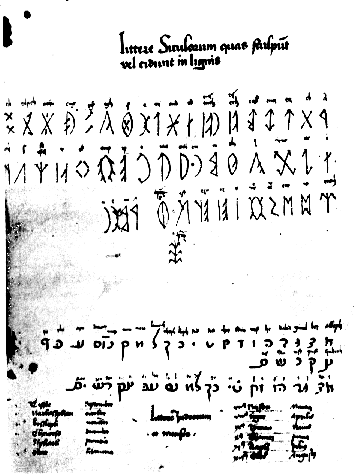
A Nikolsburgi ábécé.
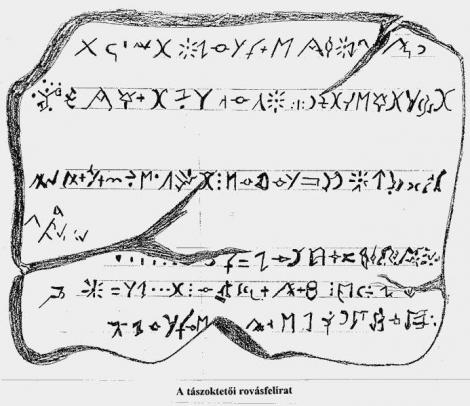
Tászoktetői rovás – ismeretlen írással készült
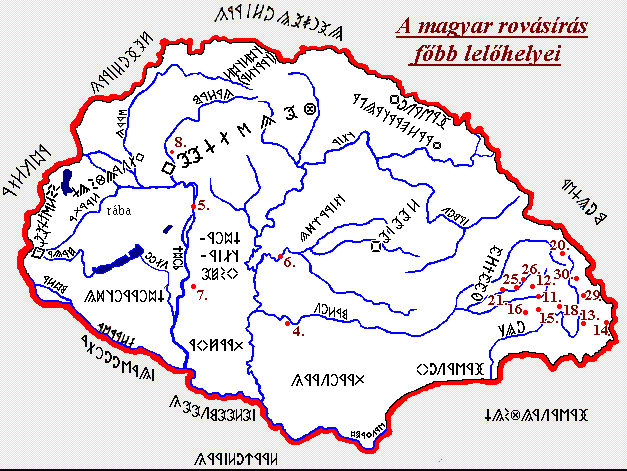
A rovásírás főbb lelőhelyei
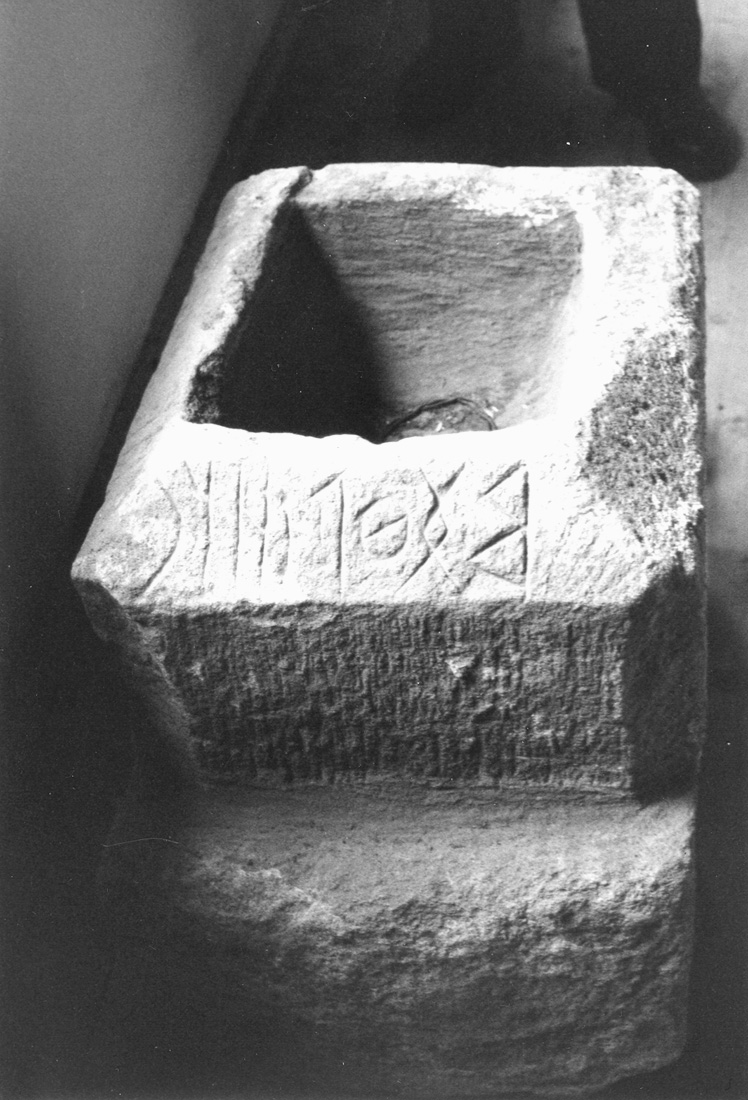
Felirat a vargyasi román stílusú templom maradványai közül, 11. század, a felirat: Vékony Gábor olvasata: „imé fioγ të neküd”,[41] ami mai magyar nyelven: „Íme a Te fiad!”. Korábbi olvasat: „Mihály írtán követ”[83] Részletesen lásd: Vargyasi rovásfelirat.
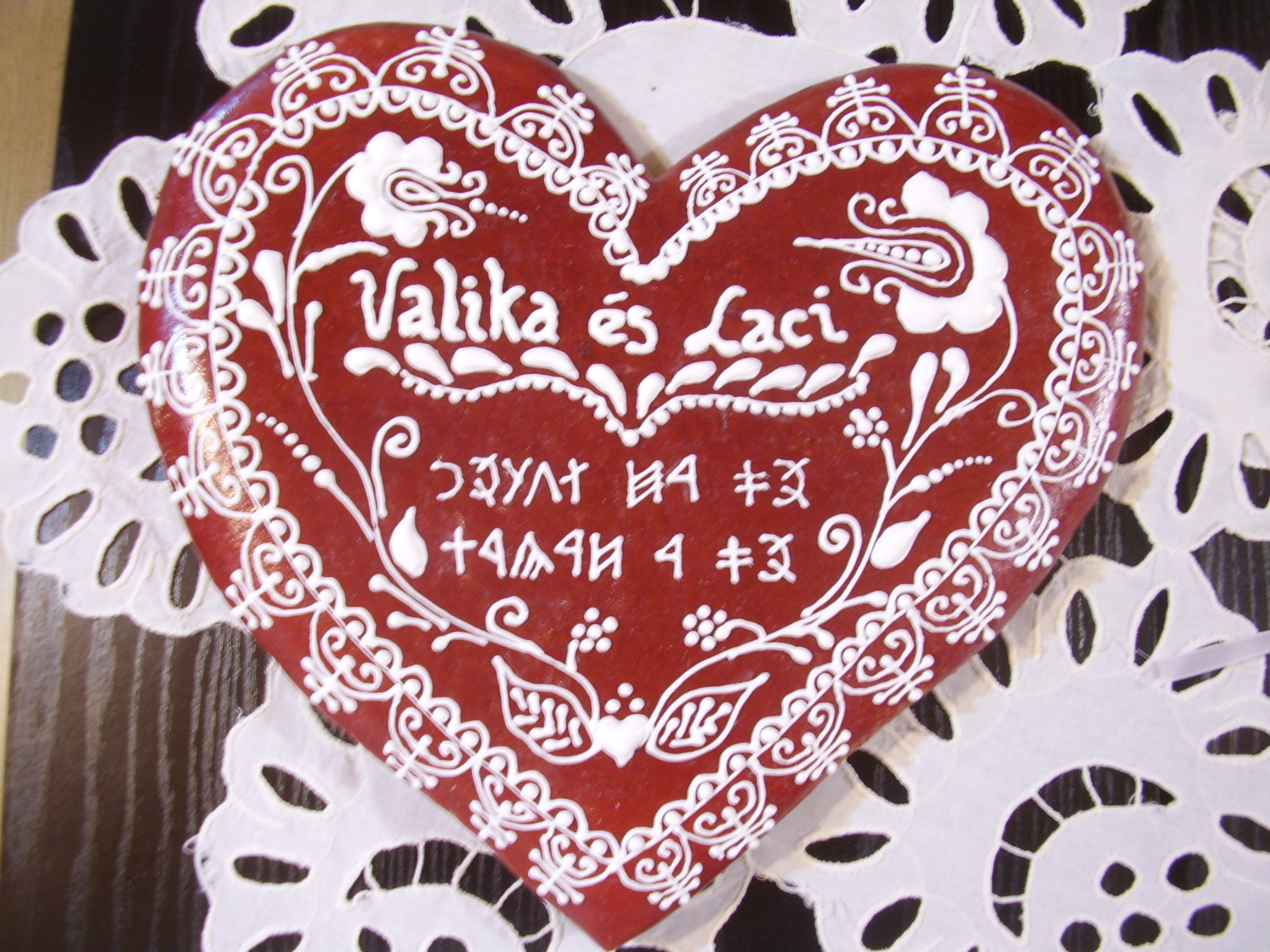
Magyar mézeskalács szív, rovásfelirattal (olvasata: Egy az Isten, egy a család), házassági évfordulóra (2011)

### Ezoterikus elméletek
- Varga Csaba: A számjelek és a számírás története [History of the numeral symbols and the numeral scripting], Budapest, Fríg Kiadó, ISBN 978-963-9836-23-5
- Varga Csaba: Jel jel jel – avagy az ABC 30 000 éves története
- Varga Géza: A székely rovásírás eredete, Írástörténeti tanulmányok, Írástörténeti Kutatóintézet (civil egyesület), Budapest, 1999,  (A kőkori előzmények első felmutatása)
- Varga Géza: Így írtok ti magyar őstörténetet, Írástörténeti tanulmányok, Írástörténeti Kutatóintézet, Budapest, 2011, (Korai rovásemlékeink figyelembevétele nélkül a magyar őstörténetet nem lehet jól leírni)
- Varga Géza: A székelység eredete, Írástörténeti tanulmányok, Írástörténeti Kutatóintézet, Budapest, 2006, (A székelység eredete nem tisztázható a hunok által használt rovásírás megismerése nélkül)
- Varga Géza: Magyar hieroglif írás, Írástörténeti Kutatóintézet, Budapest, 2017